# Driftblock

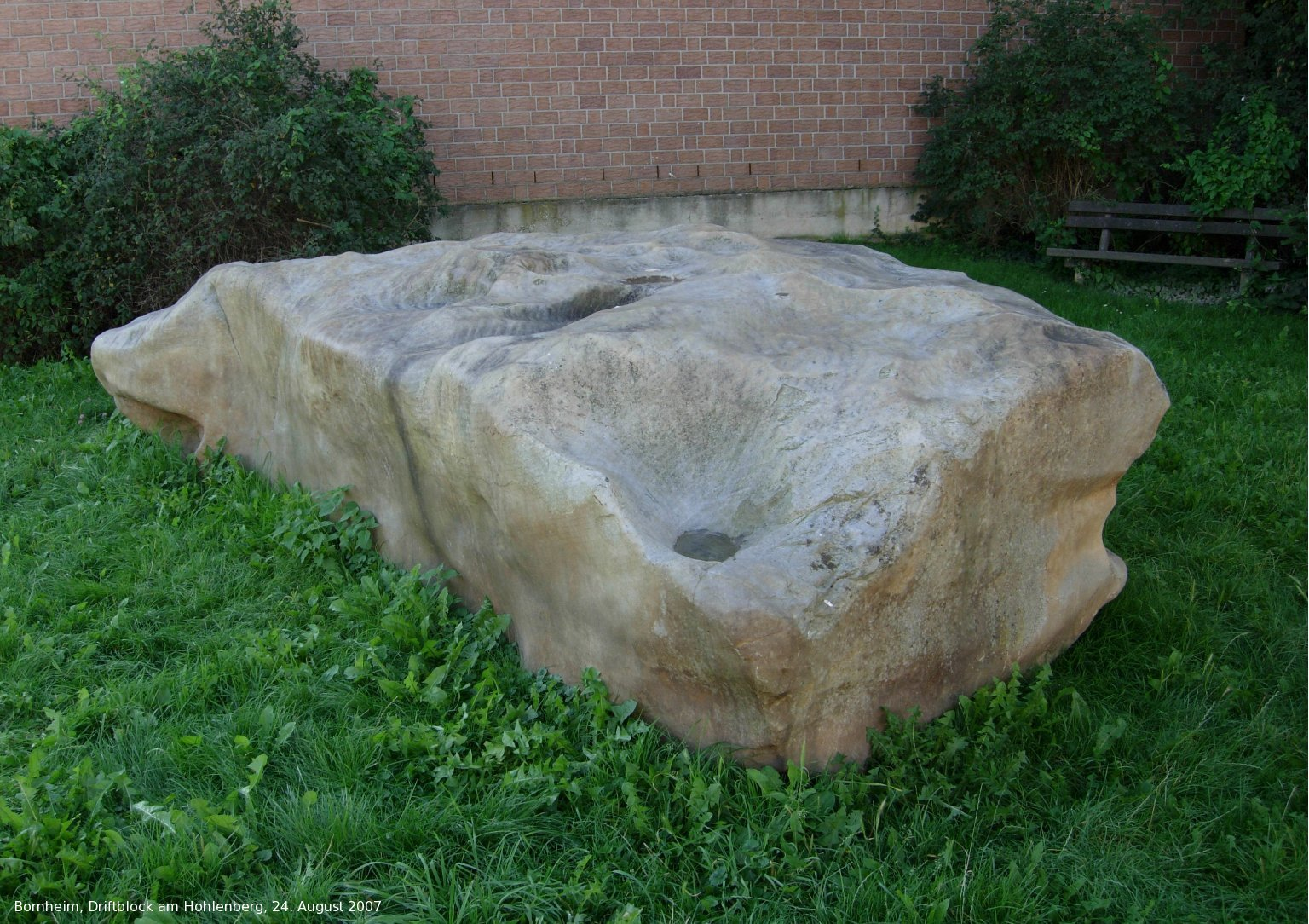
Ein 28 Tonnen schwerer Driftblock im rheinländischen Ort Brenig.

Ein Driftblock ist ein größeres Gesteinsstück, das, eingebettet in große Schollen aus Treibeis, über oft große Distanz transportiert wurde. Bei Gletschertransport spricht man von Findling.

## Flusstransport
Auf dem Festland sind es überwiegend beim winterlichen Durchfrieren des Flusses ins Grundeis eingeschlossene Blöcke, die beim Auftauen im Frühjahr mit dem Eis auftrieben, fluviatil abgedriftet wurden und in Aufschotterungsflächen zur Ablagerung kamen. Für einen Transport als Schleppfracht (Geschiebefracht) sind diese Blöcke zu schwer. Die für das Einfrieren und den Transport notwendige jahreszeitlich mächtige Eisdecke macht Driftblöcke zu Paläoklimazeugen von Kaltzeiten. Sie sind in den mittleren Breiten charakteristische Begleiter kaltzeitlicher Flussablagerungen, deren Entstehung in ein periglaziales Klima mit verbreitetem Permafrostboden gestellt wird.
Besonders augenfällig sind diese Blöcke in den Braunkohle-Abbaugebieten, wie im Rheinischen Braunkohlerevier in der Niederrheinischen Bucht als Teil des Rhein-Maas-Deltas, wo sie in den bis zu 400 m unter Bodenhorizont hinabreichenden Tagebauen mit der Abräumung der die Braunkohle überlagernden quartären Deckschichten zu Tage gefördert werden.
Die aus unterschiedlichen Gebirgsstöcken im Flusssystem herbeitransportierten Gesteine machen so am Ort ihrer Ablagerung möglich, einen geologischen Lehrpfad mit Hinweisen zu ihren unterschiedlichsten Herkunftsgebieten anzulegen.

## Mariner Transport
Driftblöcke können auch durch marines Treibeis transportiert worden sein. An Uferzonen in Meernähe, die nach der Postglazialen Landhebung und dem Fallen des Meeresspiegels nun trocken liegen, treten sie nunmehr in Erscheinung.
Driftblöcke können ein Gewicht von mehreren Tonnen aufweisen. Sie werden gerne als naturbelassene Denksteine, Kunstwerkmaterial, Markierungen und Blickfänge aber auch als Absperrungen und Begrenzungssteine verwendet, so zum Beispiel bei der Renaturierung des Pulheimer Baches.

## Abgrenzung und Besonderheiten
Driftblöcke werden oft unterscheidungslos als Findlinge bezeichnet. Dabei sind Findlinge durch Gletscher transportierte und in der Regel oberflächennah abgelagerte Blöcke.
Eine Besonderheit sind die Tertiärquarzite, die zum Teil noch heute in situ als verquarzte Sandsteinschichten gefunden werden aber auch sehr leicht aufgebrochen und dann durch Wasser und (Grund-)Eis verdriftet wurden.
Eine Besonderheit sind die auch vom Gletscher- oder Meereis transportierten und sich aus diesem durch Tauen lösenden Dropstones, die auf den Sedimenten aufschlugen und die Schichten deutlich störten.